# Anton Karinger
Anton Karinger (23 novembre 1829 Ljubljana – 14 mars 1870, Ljubljana) est un peintre slovène.

## Biographie
Karinger réalise un début de carrière militaire et commence à peindre dès cette époque. De 1845 à 1861, il sert comme officier de l'armée autrichienne au Monténégro et en Dalmatie[réf. souhaitée].
Il commence sa formation de dessin à l'école Mahro de Ljubljana. Entre 1845 et 1847, il étudie le paysage à l'Académie de Vienne. Il se rend ensuite à Munich où il s'exerce au dessin figuratif et à la peinture architecturale[réf. souhaitée].
A partir de 1861, Karinger vit à Ljubljana et se consacre à la peinture. Il est principalement connu comme un paysagiste romantique, où il dépeint de façon dramatique les forces naturelles ; principalement en Haute-Carniole, en Carinthie, au Tyrol et en Bavière. Le thème principal de Karinger est le paysage montagnard slovène : des lacs pittoresques et des rivières (lac Bled, lac Bohinj, la vallée de Kamniška Bistrica). En plus des paysages ruraux et de quelques vues urbains, Karinger a également peint des portraits[réf. souhaitée].

### Postérité
La plupart de ses œuvres sont conservées à Ljubliana, soit à la Galerie nationale de Slovénie, soit au Musée national de Slovénie[réf. souhaitée]. Un timbre d'une de ses peinture à été édité en 1968.

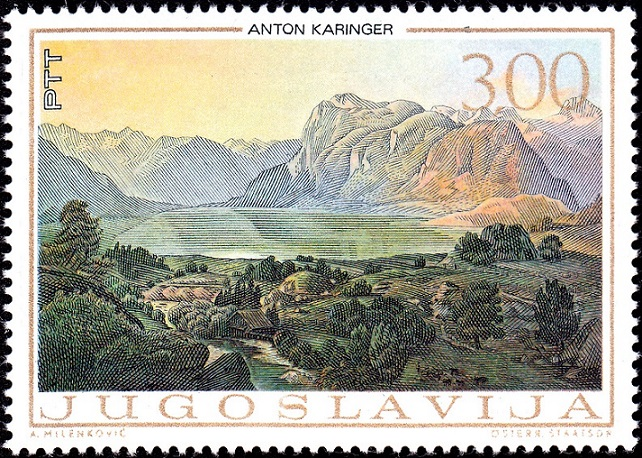
Timbre yougoslave reprenant une toile de Karinger. 1968.

## Œuvres

### Paysages

Ljubljana z Ižice (1858)
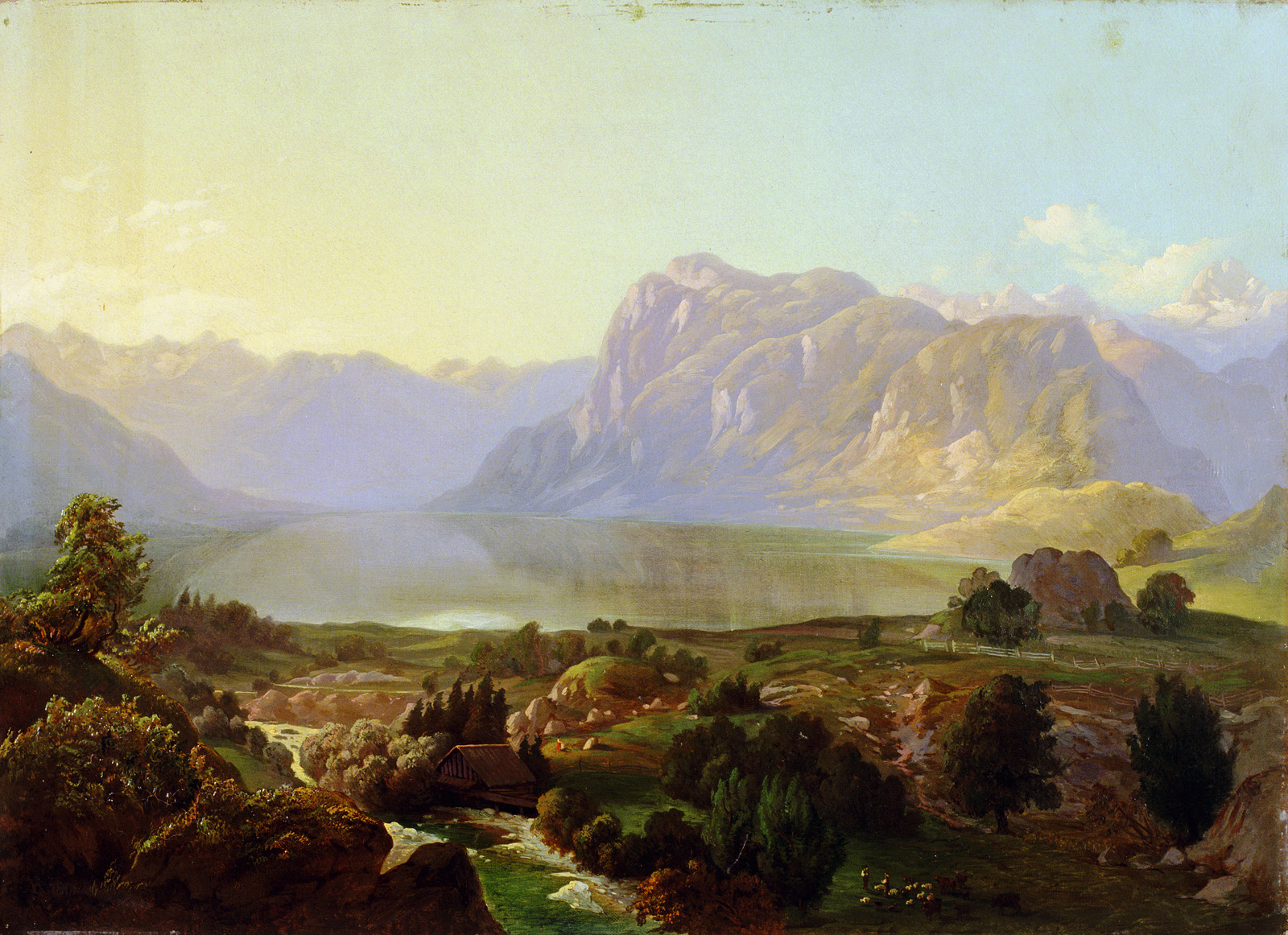
Bohinjsko jezero (1862)
Mangartsko jezero  (1862)
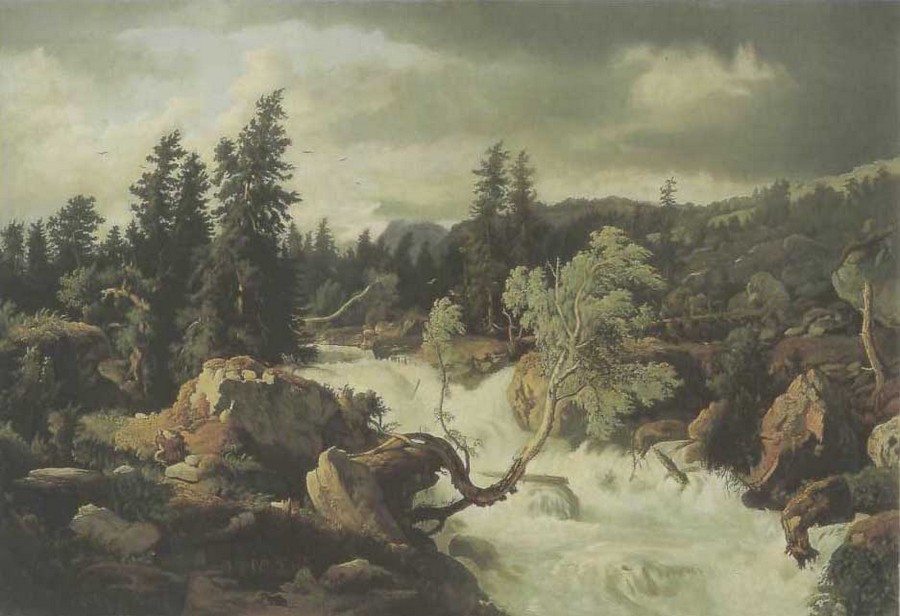
Gorski hudournik (1862)
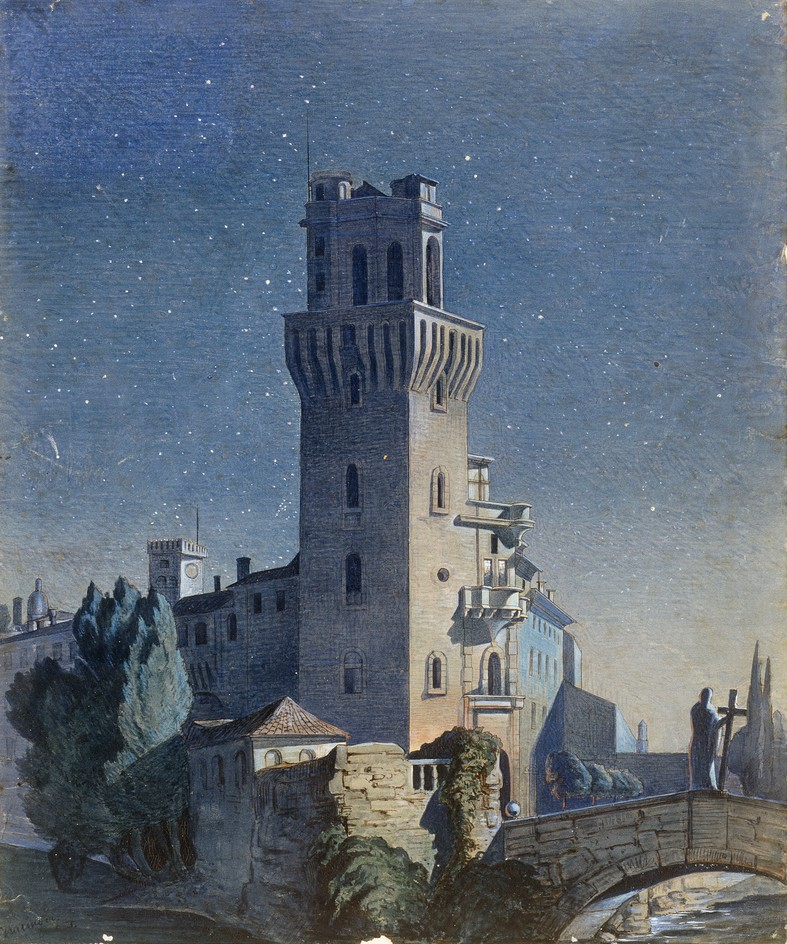
Zvezdarna v Padovi (vers 1853)
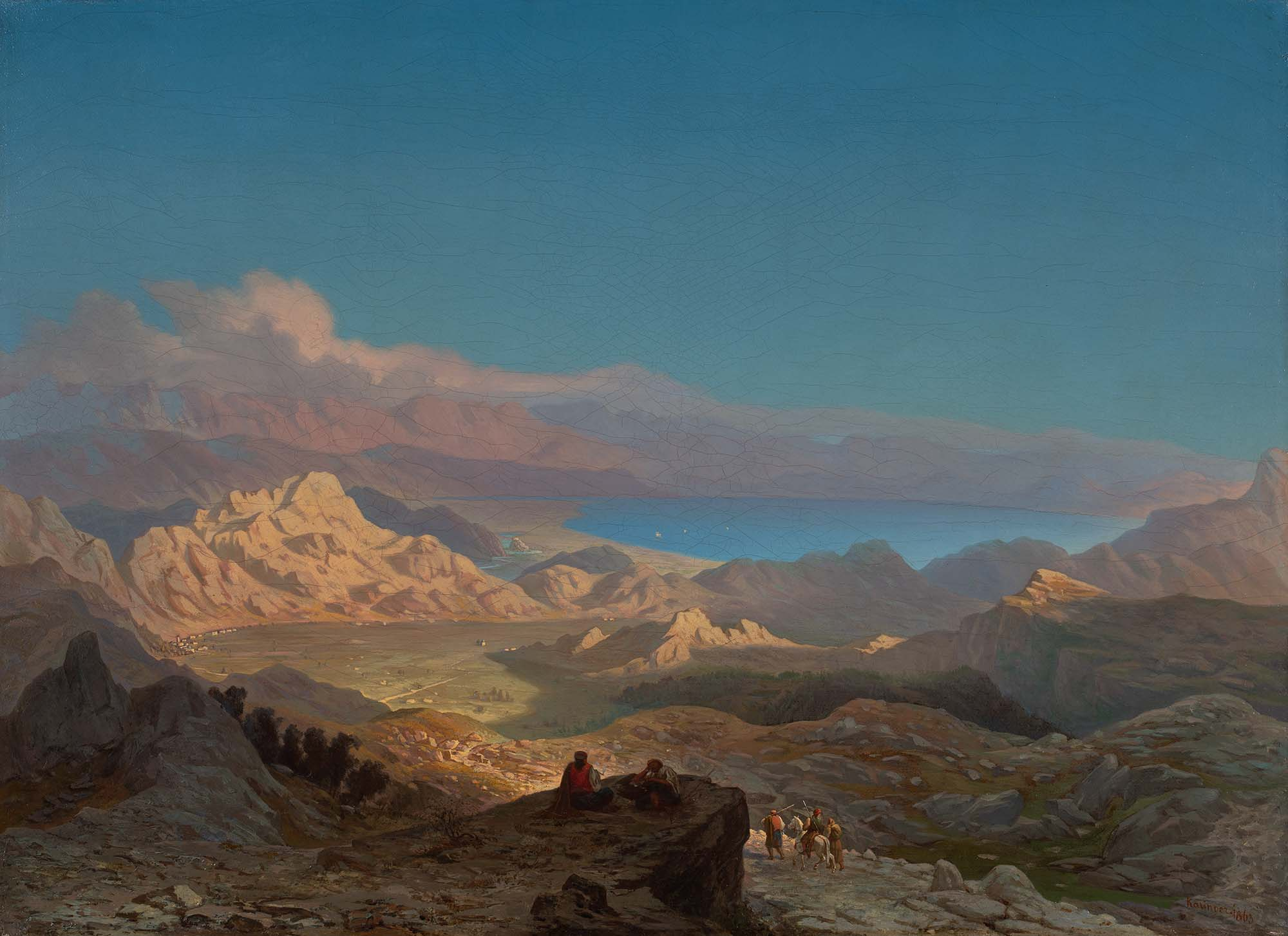
Črnogorska pot (1863)

### Portraits

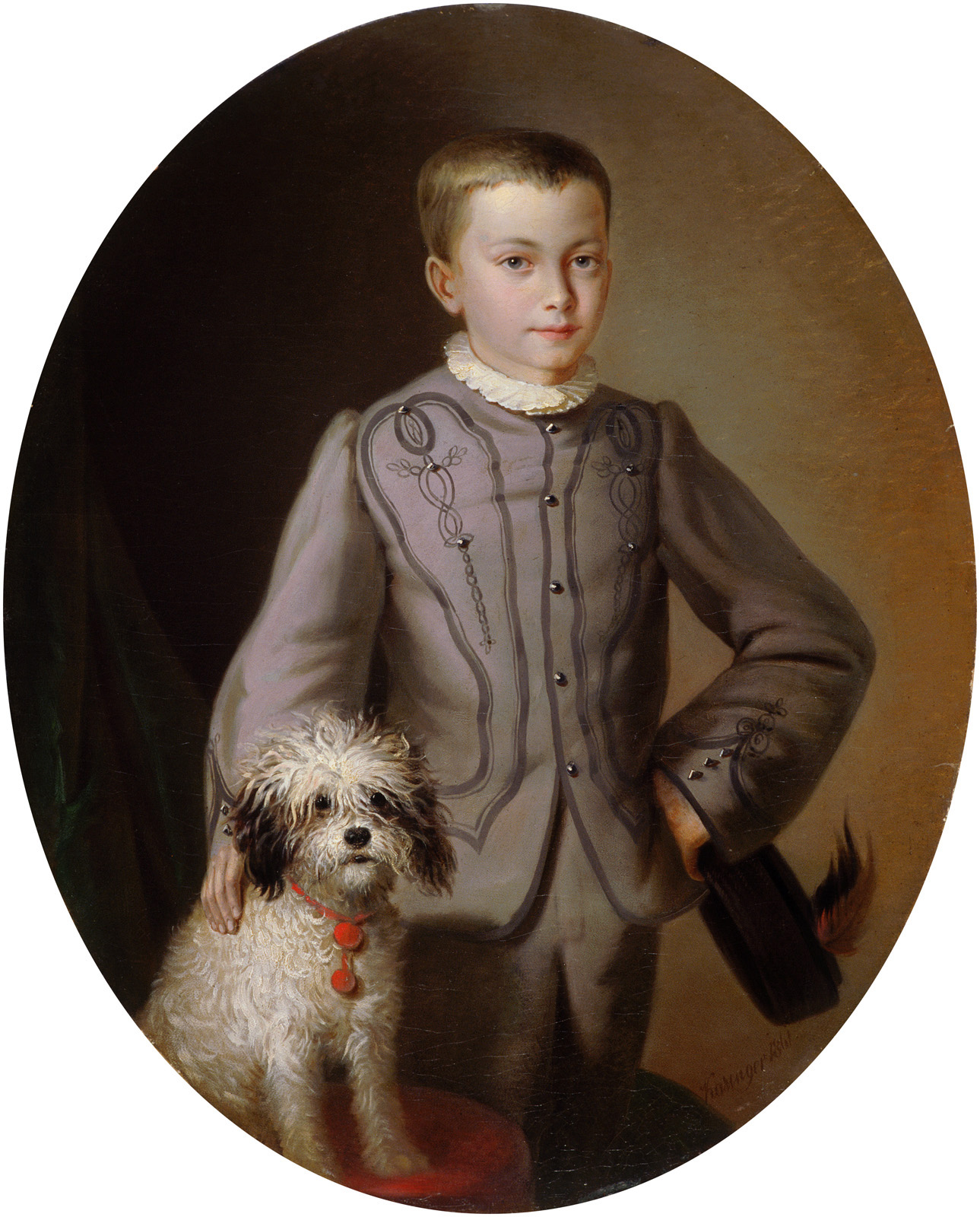
Deček s psom (1861)
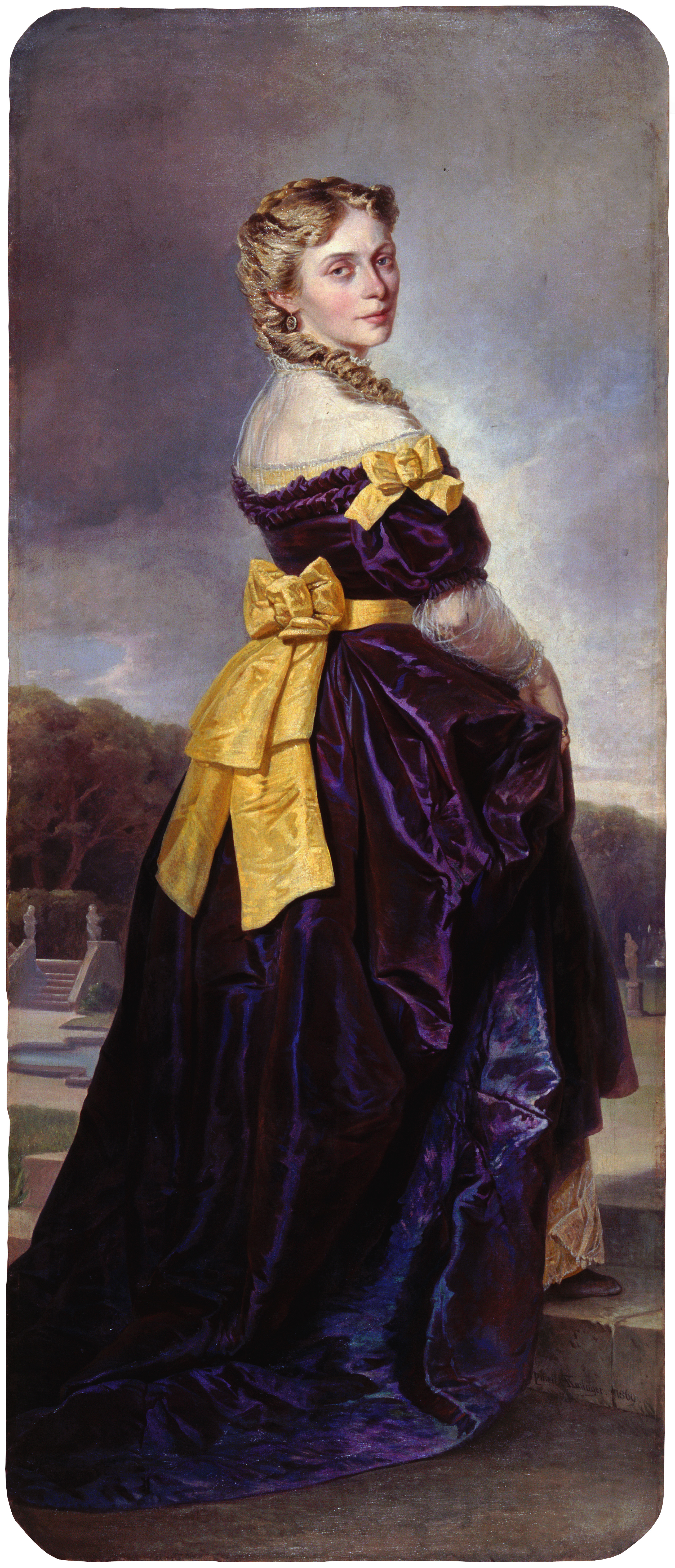
Roza Karinger (1869)
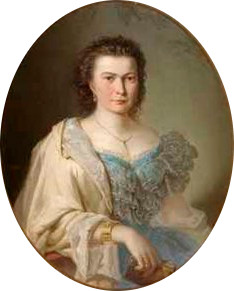
Gospa Gregorič (1863)
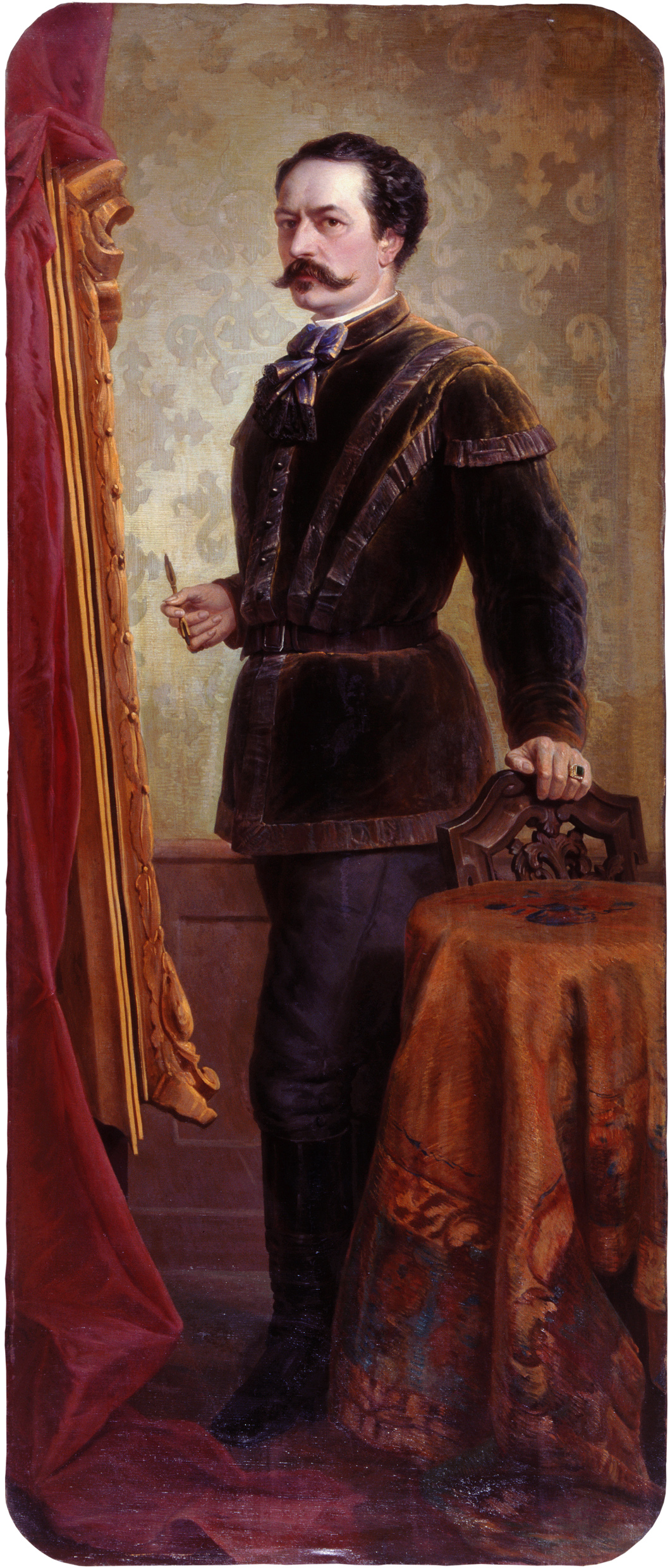
Auto-portrait (avant 1870)
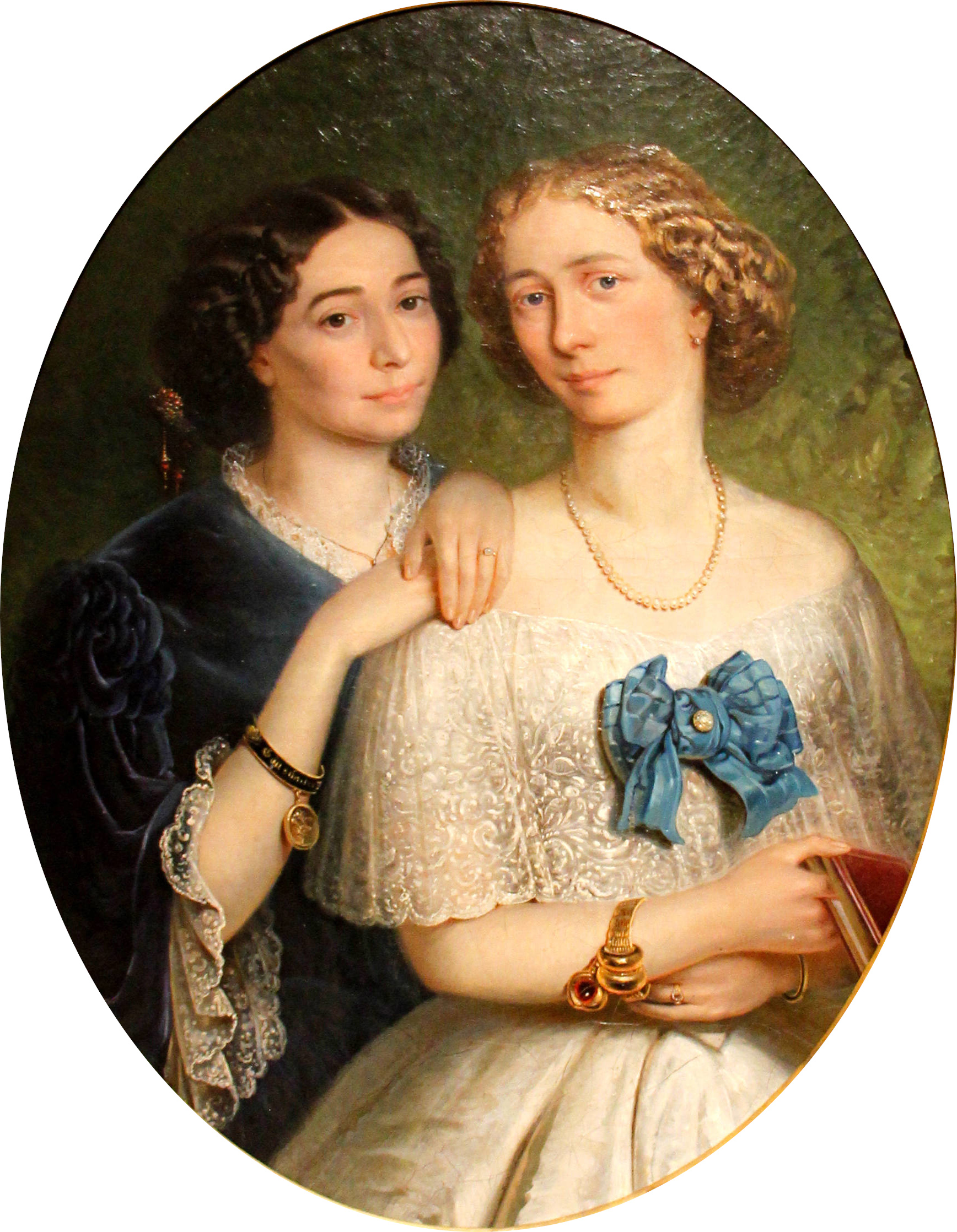
Roza Karinger in baronica Schmidburg (1869)

### Autres

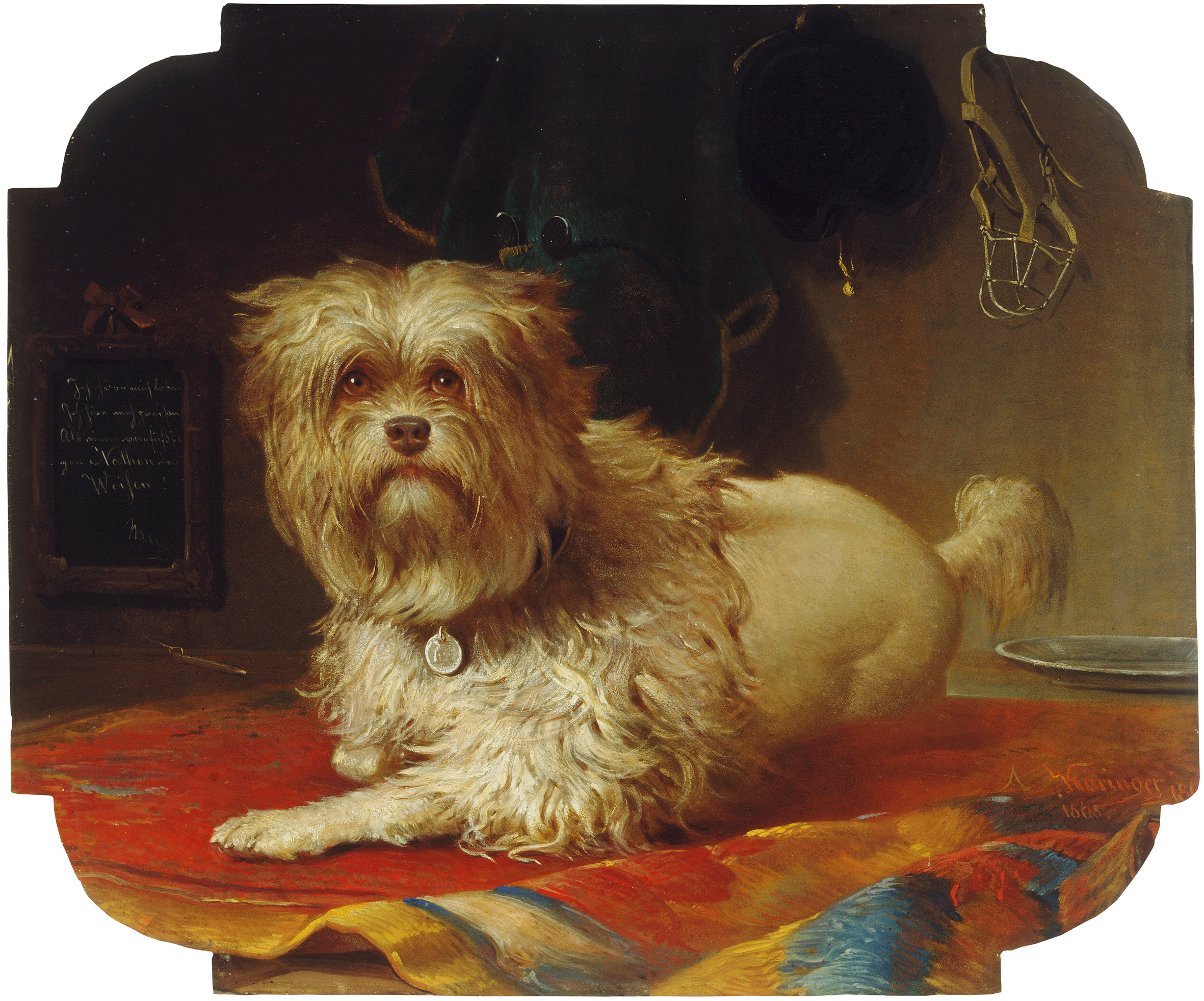
Pes, Le chien (1868), 58,2 x 68,8 cm, acquis en 1961 par la Galerie nationale de Slovénie[2].
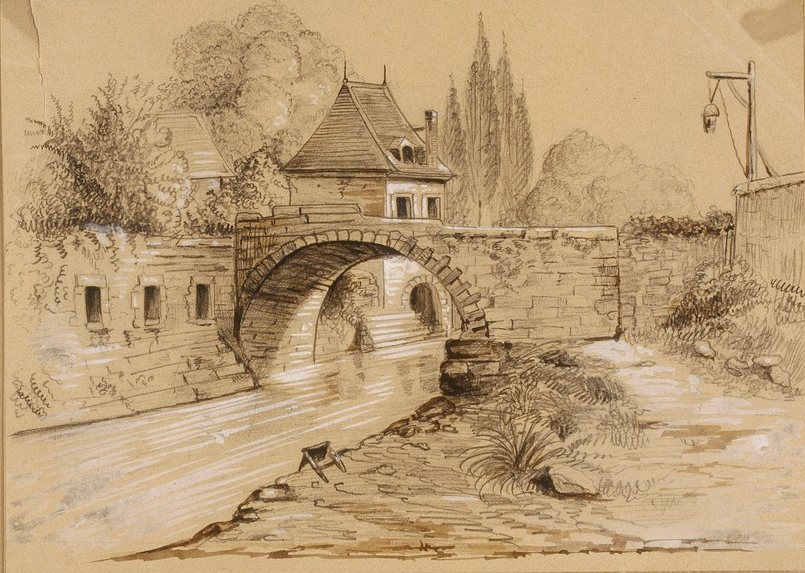
Krajina z vilo ob vodi, kamnitim mostom in svetilko (1853)
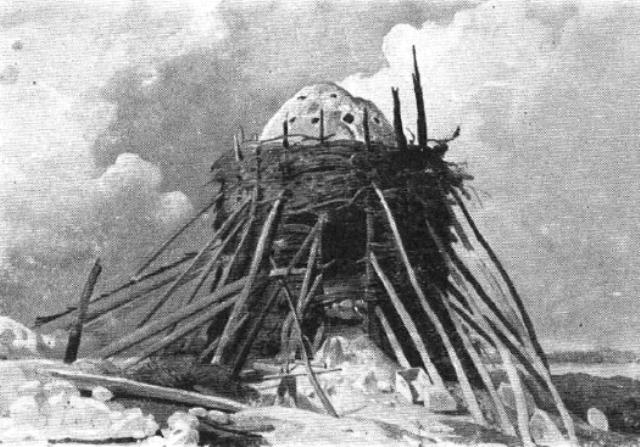
Apnenica pri Kamniku (1865)

### liens externes
- Ressources relatives aux beaux-arts :   - Artists of the World Online
  - Bénézit
  - Grove Art Online
  - Musée d'Orsay
  - MutualArt
  - RKDartists
  - Union List of Artist Names
- Notices dans des dictionnaires ou encyclopédies généralistes :   - Deutsche Biographie
  - Österreichisches Biographisches Lexikon 1815–1950
  - Slovenska biografija
- Notices d'autorité :   - VIAF
  - ISNI
  - IdRef
  - LCCN
  - GND
  - NUKAT
  - Vatican
  - Croatie
  - Tchéquie
- Matrikelbuch München
- France Zupan: Between Romanticism and Reality